# Haraguchi Yujiro
Yujiro Haraguchi (sinh ngày 30 tháng 9 năm 1992) là một cầu thủ bóng đá người Nhật Bản.

## Sự nghiệp câu lạc bộ
Yujiro Haraguchi đã từng chơi cho SP Kyoto FC và Fujieda MYFC.